# Colchicum crocifolium
Colchicum crocifolium är en tidlöseväxtart som beskrevs av Pierre Edmond Boissier. Colchicum crocifolium ingår i släktet tidlösor, och familjen tidlöseväxter. Inga underarter finns listade i Catalogue of Life.